# The Limba
Мухаметали Радикович Ахметжанов (каз. Мұхаметәлі Радикұлы Ахметжанов); 13 декабря 1997, Алма-Ата, Казахстан) — казахстанский музыкант,  R&B и поп-исполнитель.

## Карьера
26 октября 2018 года вышел первый студийный альбом «Мы едем домой…». Состоявший из восьми треков. 22 августа 2019 года вышел второй студийный альбом «Я дома». Альбом состоял из восьми треков, в которых описывались различные этапы разрыва отношений. 13 декабря 2019 года вышел мини-альбом «Сакура». 6 марта 2020 года вышел сингл «Таблетка», спродюсированный Скриптонитом. 21 мая 2020 года вышел сингл «X.O» совместно с Andro. 9 июня состоялась премьера видеоклипа на песню, набравшая более 80 млн просмотров и ставшая самым просматриваемым в карьере The Limba (на май 2025 года). 
4 сентября 2020 года вышел сингл «Coco L’Eau» совместно с Егором Кридом. Для сингла был снят видеоклип  на студии, где записывался трек. Инициатором коллаборации выступил The Limba, а Егор подобрал инструментал. Песня была записана за один вечер. 23 июля 2021 года вышел третий студийный альбом «Anima». Включивший в себя четырнадцать треков. Был выпущен на лейбле Atlantic Records Russia.

## Дискография

### Студийные альбомы
| Название         | Детали                                                                      |
| ---------------- | --------------------------------------------------------------------------- |
| «Мы едем домой…» | - Релиз: 26 октября 2018 - Лейбл: Студия «Союз» - Формат: Цифровая загрузка |
| «Я дома.»        | - Релиз: 22 августа 2019 - Лейбл: õzen - Формат: Цифровая загрузка          |
| «Anima»          | - Релиз: 23 июля 2021 - Лейбл: Atlantic Records - Формат: Цифровая загрузка |
| «Celine»         | - Релиз: 31 марта 2023 - Лейбл: Самиздат - Формат: Цифровая загрузка        |
| «Элита»          | - Релиз: 25 октября 2024 - Лейбл: S&P Digital - Формат: Цифровая загрузка   |

### Мини-альбомы
| Название          | Детали                                                                      |
| ----------------- | --------------------------------------------------------------------------- |
| Reflex            | - Релиз: 3 августа 2017 - Лейбл: Студия «Союз» - Формат: Цифровая загрузка  |
| «Пойдём со мной?» | - Релиз: 24 января 2018 - Лейбл: Студия «Союз» - Формат: Цифровая загрузка  |
| «Сакура»          | - Релиз: 13 декабря 2019 - Лейбл: Студия «Союз» - Формат: Цифровая загрузка |

### Синглы

#### В качестве ведущего исполнителя
| Название                                                                                        | Год  | Высшие позиции в чартах  | Высшие позиции в чартах | Высшие позиции в чартах |
| Название                                                                                        | Год  | Top Radio & YouTube Hits | Top Radio Hits          | Top YouTube Hits        |
| ----------------------------------------------------------------------------------------------- | ---- | ------------------------ | ----------------------- | ----------------------- |
| «Всё просто»                                                                                    | 2018 | —                        | —                       | —                       |
| «Пустыня»                                                                                       | 2018 | —                        | —                       | —                       |
| «Обманула»                                                                                      | 2018 | —                        | —                       | —                       |
| «Подруга» (при уч. AlvinToday)                                                                  | 2018 | —                        | —                       | —                       |
| «Софиты»                                                                                        | 2018 | —                        | —                       | —                       |
| «Это не девушка, это беда» (при уч. Mufaddal)                                                   | 2018 | —                        | —                       | —                       |
| «Фаворит» (совместно с qobee)                                                                   | 2018 | —                        | —                       | —                       |
| «Не найду» (совместно с Deke)                                                                   | 2019 | —                        | —                       | —                       |
| «Наивная» (совместно с M’Dee и abdr.)                                                           | 2019 | —                        | —                       | —                       |
| «Enigma»                                                                                        | 2019 | —                        | —                       | —                       |
| «Классно» (совместно с Дильназ Ахмадиевой)                                                      | 2019 | —                        | —                       | —                       |
| «Не найду» (совместно с Fatbelly)                                                               | 2019 | —                        | —                       | —                       |
| «Не дам» (совместно с Yanke и Lumma)                                                            | 2019 | 157                      | 847                     | —                       |
| «Refresh» (совместно с Darrem и Tolebi при участии QONTRAST, M’Dee, abdr., Smock SB и Bonapart) | 2019 | —                        | —                       | —                       |
| «Таблетка»                                                                                      | 2020 | —                        | —                       | —                       |
| «X.O» (совместно с Andro)                                                                       | 2020 | 33                       | 218                     | 7                       |
| «Не одна»                                                                                       | 2020 | —                        | —                       | —                       |
| «Coco L’Eau» (совместно с Егором Кридом)                                                        | 2020 | —                        | —                       | —                       |
| «Дай мне ответ»                                                                                 | 2020 | —                        | —                       | —                       |
| «Noir» (совместно с Aarne и Markul)                                                             | 2021 | —                        | —                       | —                       |
| «Ронин» (совместно со Скриптонитом)                                                             | 2021 | —                        | —                       | —                       |
| «Инсайд»                                                                                        | 2021 | —                        | —                       | —                       |
| «Хентай (версия для Джигана)» (совместно с Rakhim)                                              | 2021 | —                        | —                       | —                       |
| «Она тебя любит» (совместно с Slava Marlow и Элджеем)                                           | 2021 | —                        | —                       | —                       |
| «Босс» (совместно с Jony)                                                                       | 2021 | —                        | —                       | —                       |
| «Секрет»                                                                                        | 2022 | —                        | —                       | —                       |
| «Известным» (совместно с Моргенштерном)                                                         | 2022 | —                        | —                       | —                       |
| «Kiki»                                                                                          | 2022 | —                        | —                       | —                       |
| «Сколько стоит любовь» (совместно с Моргенштерном, Niletto и Boombl4)                           | 2022 | —                        | —                       | —                       |
| «Секрет (Remix)» (совместно с Edmofo)                                                           | 2022 | —                        | —                       | —                       |
| «Не больно»                                                                                     | 2022 | —                        | —                       | —                       |
| «Proof» (совместно с Arut)                                                                      | 2022 | —                        | —                       | —                       |
| «Новогодняя песня» (совместно с Jony, Егором Кридом & Владом А4)                                | 2022 | —                        | —                       | —                       |
| «Пей до дна» (совместно с Arut)                                                                 | 2023 | —                        | —                       | —                       |
| «Money» (совместно с Ву Индия)                                                                  | 2023 | —                        | —                       | —                       |
| «Ты и Я» (совместно с Konfuz)                                                                   | 2023 | —                        | —                       | —                       |
| «Mamma mia»                                                                                     | 2023 | —                        | —                       | —                       |
| «Mamma mia» (совместно с Dyce & Misha Miler, Andro)                                             | 2024 | —                        | —                       | —                       |
| «maybe» (совместно с Macan)                                                                     | 2024 | —                        | —                       | —                       |
| «Флиртуй»                                                                                       | 2025 |                          |                         |                         |
| «Намеки»                                                                                        | 2025 |                          |                         |                         |

#### Как приглашённый исполнитель
| Название                                                                                                 | Год  | Альбом                    |
| --- | ---- | ------------------------- |
| «Вижу, но не слышу» (Tanir совместно с The Limba)                                                        | 2018 | Внеальбомные синглы       |
| «Мяу-мяу» (AlvinToday совместно с The Limba)                                                             | 2019 | Внеальбомные синглы       |
| «Модно» (Tolebi совместно с The Limba)                                                                   | 2019 | Внеальбомные синглы       |
| «Рассвет» (Loren совместно с The Limba)                                                                  | 2019 | Внеальбомные синглы       |
| «Коктейль» (Qontrast совместно с The Limba & HIRO)                                                       | 2019 | Коктейль                  |
| «По пятам» (Loren совместно с The Limba)                                                                 | 2020 | Внеальбомный сингл        |
| «Чибо» (Lovanda совместно с The Limba)                                                                   | 2021 | Тепло                     |
| «Fall In Lova» (Молодой Платон совместно с The Limba)                                                    | 2021 | Son of Trap               |
| «На чиле» (совместно с Джиганом, Егором Кридом, The Limba, blago white, OG Buda, Тимати, Soda Luv & Guf) | 2021 | Внеальбомный сингл        |
| «Yummy» (Andro совместно с The Limba)                                                                    | 2021 | Jani Gipsy                |
| «Bestie» (Моргенштерн совместно с The Limba)                                                             | 2022 | Last One                  |
| «Морось» (Soda Luv совместно с The Limba)                                                                | 2023 | Ничего личного 2 (Deluxe) |
| «Любишь меня» (Джиган совместно с The Limba)                                                             | 2023 | Band                      |
| «Холод» (Lil Krystalll совместно с The Limba)                                                            | 2023 | Kristina                  |

## Видеография
| Название                                                                                      | Год  |
| --------------------------------------------------------------------------------------------- | ---- |
| «Обманула»                                                                                    | 2018 |
| «Enigma»                                                                                      | 2019 |
| «Синие фиалки»                                                                                | 2019 |
| «Скандал»                                                                                     | 2019 |
| «Яд»                                                                                          | 2019 |
| «X.O» (совместно с Andro)                                                                     | 2020 |
| «Coco L’Eau» (совместно с Егором Кридом)                                                      | 2020 |
| «Дай мне ответ»                                                                               | 2020 |
| «На чиле» (совместно с Джиганом, Егором Кридом, blago white, OG Buda, Тимати, Soda Luv & Guf) | 2021 |
| «Босс» (совместно с Jony)                                                                     | 2021 |
| «Новогодняя песня» (совместно с Jony, Егором Кридом & Владом А4)                              | 2022 |